# Acupalpus laticollis
Acupalpus laticollis är en skalbaggsart som beskrevs av Victor Ivanovitsch Motschulsky. Acupalpus laticollis ingår i släktet Acupalpus och familjen jordlöpare. Inga underarter finns listade i Catalogue of Life.